# Astronomisk passage

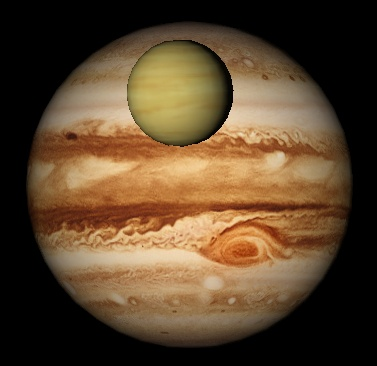
En bild av Venus som passerar Jupiter som det skulle kunna ha sett ut den 3 januari 1818.

En astronomisk passage eller astronomisk transit är en händelse där två himlakroppar passerar varandra från en viss punkt. Exempel är Merkuriuspassage och Venuspassage då planeterna passerar framför solen.
Sällsyntare än Merkurius- och Venuspassage är en passage av en planet framför en annan planet. Den senaste passagen inträffade den 3 januari 1818 då Venus passerade framför Jupiter. Nästa transitering kommer att äga rum den 22 november 2065 då Venus återigen passerar framför Jupiter. Den sker bara 8 grader väster om Solen, och kommer därför inte att vara synlig för blotta ögat. Före transiteringen kommer Venus att förmörka Jupiters måne Ganymedes.

## Lista över planetpassager
- 19 september 1702 – Jupiter skymmer Neptunus
- 20 juli 1705 – Merkurius passerar Jupiter
- 14 juli 1708 – Merkurius skymmer Uranus
- 4 oktober 1708 – Merkurius passerar Jupiter
- 28 maj 1737 – Venus skymmer Merkurius
- 29 augusti 1771 – Venus passerar Saturnus
- 21 juli 1793 – Merkurius skymmer Uranus
- 9 december 1808 – Merkurius passerar Saturnus
- 3 januari 1818 – Venus passerar Jupiter
- 22 november 2065 – Venus passerar Jupiter
- 15 juli 2067 – Merkurius skymmer Neptunus
- 11 augusti 2079 – Merkurius skymmer Mars
- 27 oktober 2088 – Merkurius passerar Jupiter
- 7 april 2094 – Merkurius passerar Jupiter
- 21 augusti 2104 – Venus skymmer Neptunus
- 14 september 2123 – Venus passerar Jupiter
- 29 juli 2126 – Merkurius skymmer Mars
- 3 december 2133 – Venus skymmer Merkurius

## Sol- och månförmörkelser
Solförmörkelser är ett specialfall av astronomisk passage, då månen passerar framför solen. Månförmörkelser är däremot inga äkta passager, eftersom det då är frågan om en planetskugga som passerar över månskivan.

## Bildgalleri
- Månen passerar solen. Sett från observatoriet STEREO B. På grund av avstånden syns månen mindre än sett från jorden.

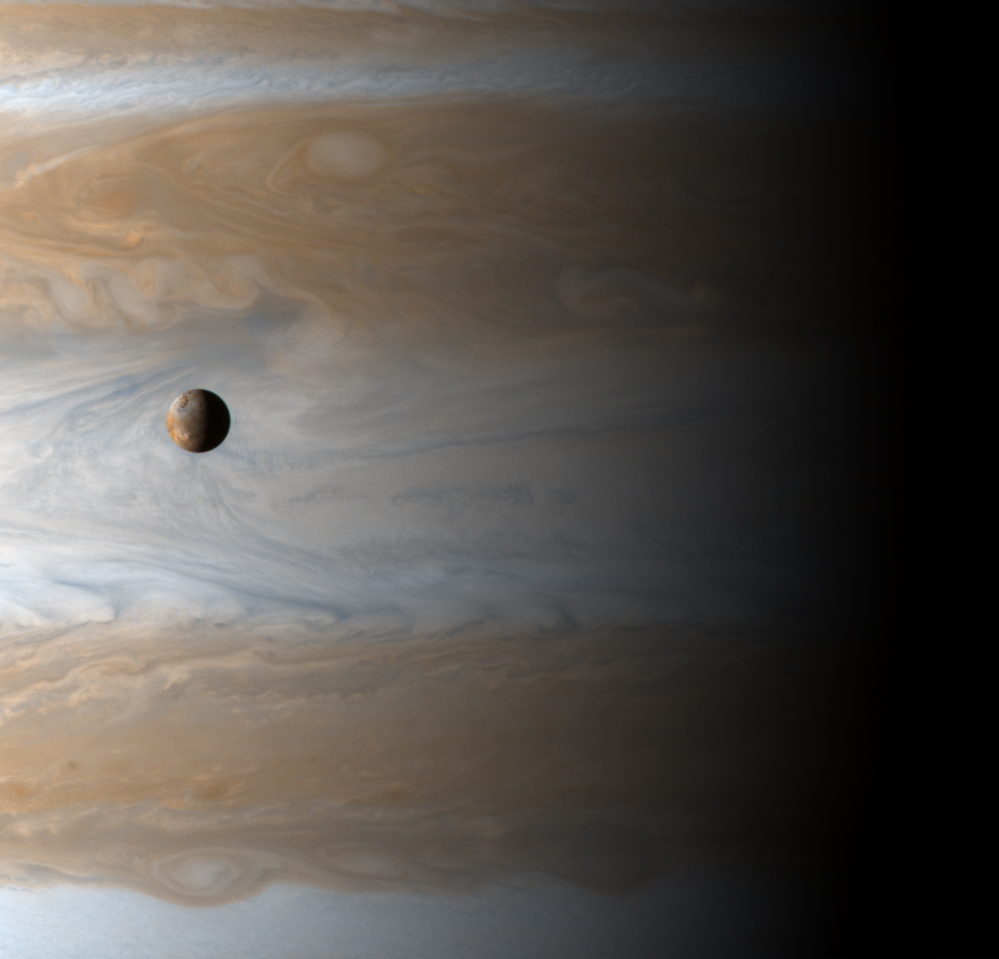
Jupiters måne Io passerar Jupiter. Sett från observatoriet Cassini.
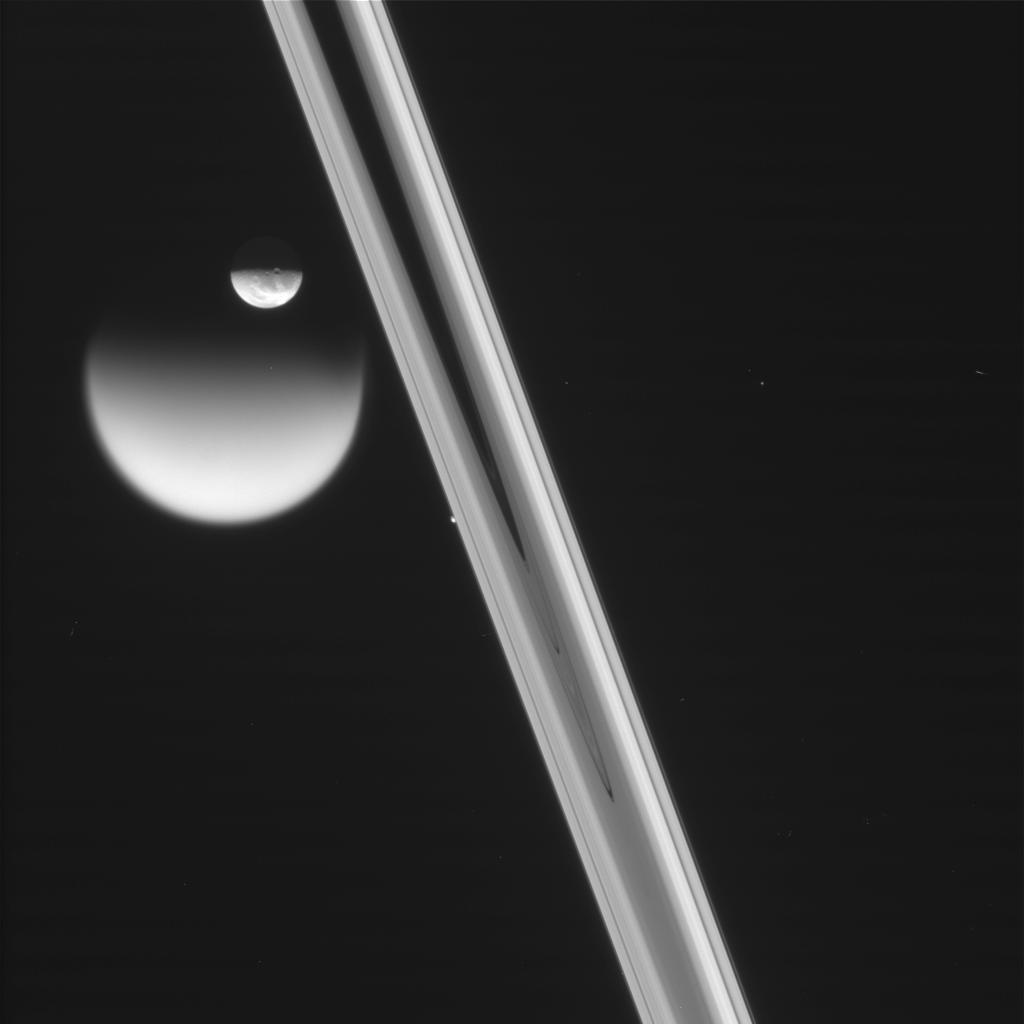
Saturnus måne Dione passerar en annan av Saturnus månar Titan. Sett från observatoriet Cassini.